# Reggenza di Malang
La reggenza di Malang (in indonesiano: Kabupaten Malang) è una reggenza dell'Indonesia, situata nella provincia di Giava Orientale.